# Il Titano (Paul)
Il Titano (titolo originale Titan), pubblicato nel 1803, è il principale romanzo di Jean Paul, pseudonimo dello scrittore tedesco Johann Friedrich Richter.
Ispirato da questo romanzo, per la seconda e la terza esecuzione della sua prima sinfonia Gustav Mahler usò il titolo "Titan"; ad oggi l'opera è nota ai più con questo titolo, sebbene Mahler l'avesse in seguito rimosso.

## Trama

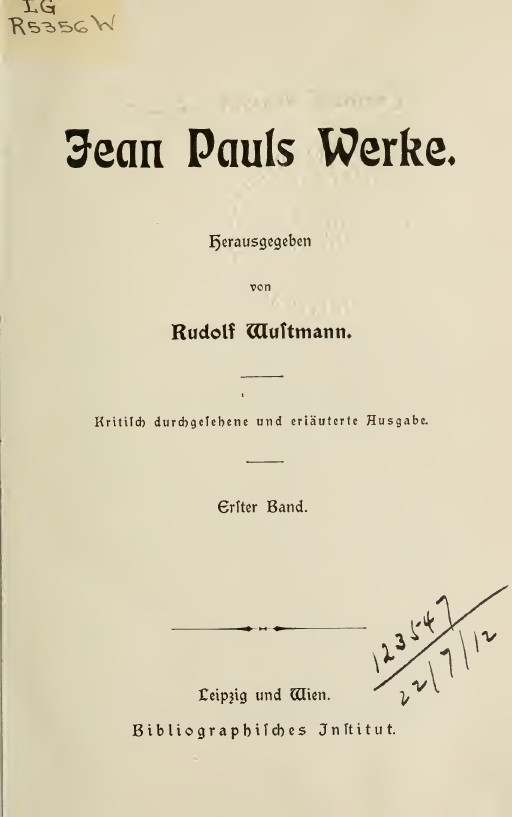
Il Titano (Titan), vol. 1

Il giovane Albano, figlio del conte di Cesara, viene educato lontano dai suoi, presso la famiglia di un gentiluomo di campagna.
Albano porta nel cuore l'amore per Liana, figlia di un ministro, che lui conosce solo per nome, colpito dalle lodi della sua fantasia infantile.
Quando Liana è afflitta da una momentanea cecità, i due giovani si incontrano e si amano; nel frattempo Albano si lega di amicizia con il fratello di lei, Rocquairol (il Titano).
Rocquairol è un personaggio byroniano, in cui prevale lo spirito del male, discendente dello Sturm und Drang, dissoluto e amorale, ma al tempo stesso generoso e nobile.
Muore il principe di Pestiz e il suo erede sposa Idoina. Complicati intrecci politici, costringono il padre di Liana a prometterla in sposa ad un anziano e satanico diplomatico.
Guarita dalla cecità, Liana ama ancora Albano, ma si sacrifica, anche perché continuamente soggetta a visioni che le predicono di essere vicinissima alla morte.
Infatti Liana muore, Albano si ammala gravemente. Per salvarlo dall'angoscia, gli viene in aiuto la principessa Giuliana, che gli fa apparire la cognata Idoina, che assomiglia notevolmente a Liana.
Il giovane guarisce ed il conte Cesara lo richiama a Roma. Qui ritrova la principessa Idoina, il cui sposo è condannato ad una prossima fine.
L'ambiente romano, pieno di intrighi, lo ripugna. Decide quindi di recarsi a Napoli, presso la principessa Giuliana, dove incontra Linda, la pupilla di suo padre.
Un nuovo amore vince il ricordo di Liana e i due si fidanzano.
Ritornano a Pestiz, dove scoppia un dramma. Rocquairol, ripreso dall'antico amore per Linda, si finge Albano e la seduce in un convegno notturno. Rocquairol, durante una festa, si uccide.
Linda si dichiara fiera di essere la vedova del suicida, Albano si congeda per sempre da Linda. Viene quindi a sapere la verità sulla sua vita.
Albano è il fratello del principe defunto, e quindi erede al trono. A consolare Albano, giunge Giuliana, ora sua sorella, con la cognata, la vedova Idoina. Idoina gli rivela il suo amore e sotto i migliori auspici, si chiude il racconto.

## L'opera
La vicenda è molto intricata e sconnessa. Le ispirazioni dei personaggi non si traducono in azioni adeguate.
Il pregio del Titano sta nella vivacità dei dialoghi, nella ricchezza delle immagini e nel felice disegno di alcune figure.